# Клоога (концентрационный лагерь)
Кло́ога (эст. Klooga) — немецкий концентрационный лагерь на территории оккупированной Эстонии. Находился недалеко от посёлка Клоога, уезд Харьюмаа, в 38 км к западу от Таллина.

## История
Лагерь был создан в 1941 году и находился в ведении организации Тодта. Заключёнными были советские и польские граждане.

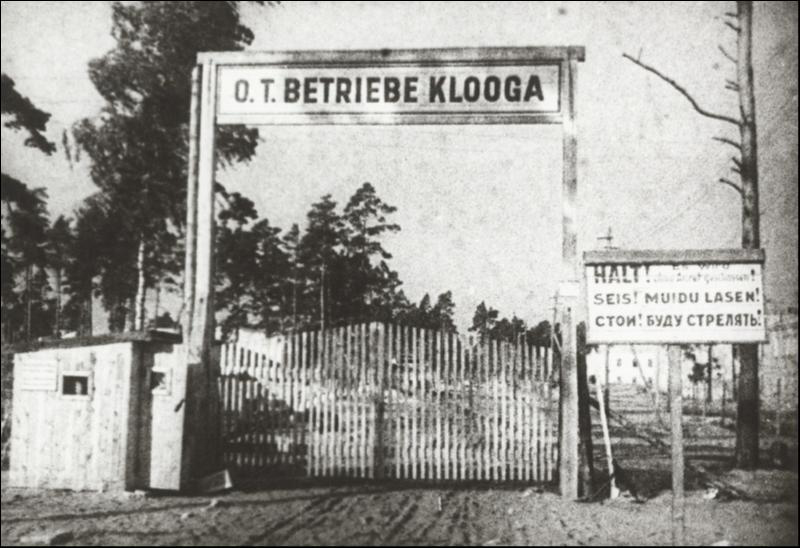
Ворота концлагеря Клоога

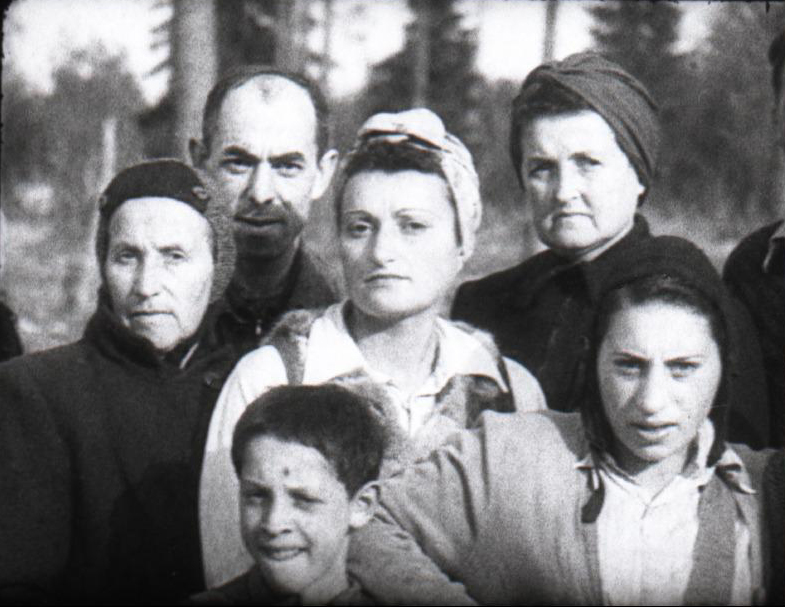
Заключённые концлагеря Клоога, которых фашисты не успели убить вследствие быстрого отступления. Сентябрь 1944 года

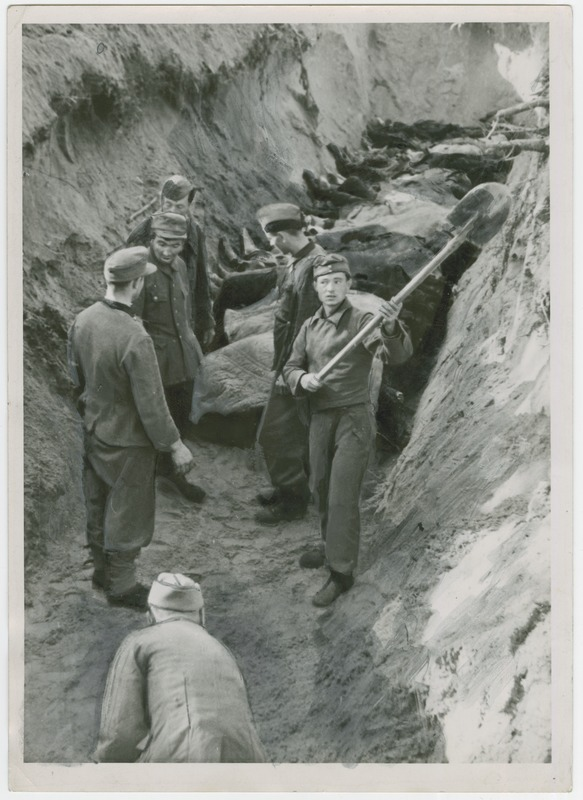
Немецкие военнопленные хоронят жертв концлагеря Клоога, 1944 год

Лагерь существовал с сентября 1943 года до освобождения советскими войсками в сентябре 1944 года и был частью комплекса из двадцати лагерей на территории Эстонии, главным из которых был концлагерь Вайвара. Внешнюю охрану лагеря нёс 287-й эстонский полицейский батальон.
Через лагерь прошли многие финны-ингерманландцы, перемещаемые во время войны из Ленинградской области через Эстонию в Финляндию.
В 1943—1944 годах в лагерь были доставлены несколько тысяч евреев из гетто Каунаса, Вильнюса и концлагеря Саласпилс в Латвии, которых впоследствии использовали на торфоразработках, строительстве и производстве. В редких случаях узникам удавалось выходить из лагеря в поисках продуктов на окрестных хуторах.
Каждому заключённому присваивался номер. С целью предотвращения побегов, женщинам сбривали волосы на голове, а мужчинам выбривали полосу, ведущую от лба к затылку.
Заключённых заставляли работать по 12-15 часов в сутки. Ежедневно проводились публичные порки узников на специально изготовленном для этого станке. Кроме того, за малейшую провинность их лишали пищи на двое суток или оставляли привязанными к столбу.
Заболевших заключённых систематически убивал врач концлагеря, немец Ботман, который вводил им под кожу яд (эвипан).
В сентябре 1944 года в лагерь были переведены несколько сотен заключённых из Таллинской тюрьмы.
Когда 19 сентября 1944 года части Красной Армии неожиданно для вермахта прорвались почти к самому лагерю, немецкое командование приказало уничтожить всех узников. Всего было расстреляно от 1800 до 2000 человек (евреи, русские, поляки, эстонцы, латыши и лица других национальностей). Среди убитых были мужчины, женщины и дети.

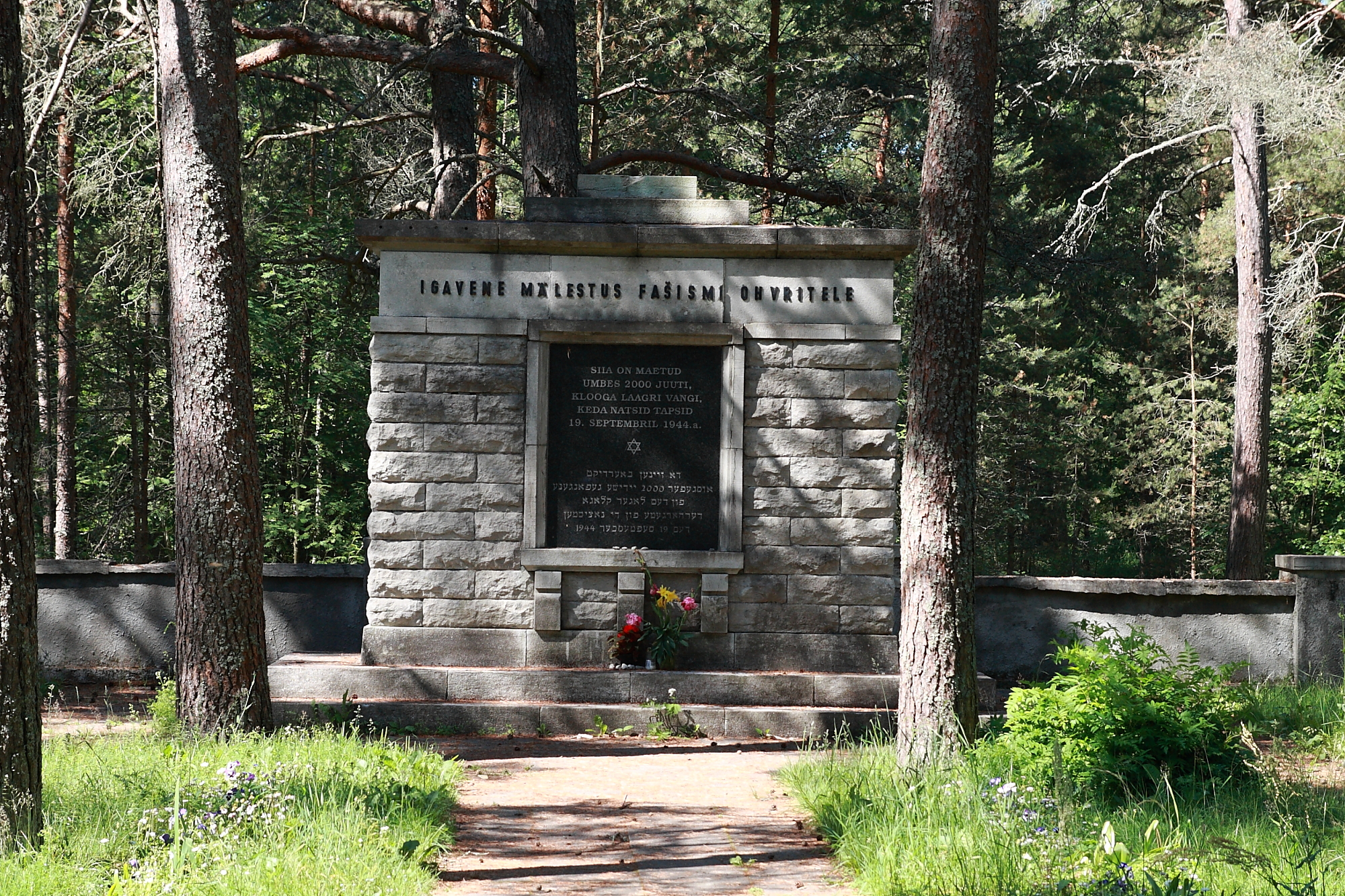
Братская могила жертв концлагеря Клоога, где захоронены около 2000 евреев

В день казни заключённых погнали на близлежащую железнодорожную станцию Клоога, куда накануне привезли дрова. Узникам было приказано взять по одному полену и нести к месту расстрела, где потом из трупов разожгли костры. Согласно документам обвинения на Нюрнбергском трибунале, акцией командовали унтершарфюрер лагеря Шварце и начальник концлагеря гауптшарфюрер Макс Дальман.
Осталось невыясненным, кто конкретно совершал убийства — немецкие охранники из СС, члены резервного полка 20-й эстонской дивизии СС или служащие из 287-го эстонского полицейского батальона. Доказано, что 287-й батальон активно участвовал в доставке заключённых, их охране и сопровождении к месту расстрелов. Немцы покинули лагерь в ночь на 20 сентября 1944 года. Эстонские охранники разбежались чуть позже, а некоторые из них были вскоре арестованы и предстали перед судом. Примерно 80 заключённым удалось спрятаться на чердаках и в подвалах корпусов, через пять дней они были освобождены частями Красной Армии.